# Aeria
Genre
Aeria est un genre de lépidoptères (papillons) de la famille des Nymphalidae et de la sous-famille des Danainae qui résident en Amérique centrale et en Amérique du Sud.

## Historique et  dénomination
Le genre Aeria a été nommé par Jacob Hübner en 1816.

## Liste des espèces
- Aeria eurimedia (Cramer, [1777])
- Aeria elara (Hewitson, 1855)
- Aeria olena Weymer, 1875[1].